# Hernán Ramos
Hernán Ramos Muñoz (29 aprile 1929) è un ex cestista cileno.

## Carriera
Con il Cile ha disputato i Campionati del mondo del 1950 e i Giochi Olimpici di Helsinki 1952.